# Kevin J. O'Connor
Kevin J. O'Connor (født 15. november 1963) er en amerikansk skuespiller der bl.a. har spillet med i film som Van Helsing og There Will Be Blood.

## Udvalgt filmografi
- Peggy Sue blev gift (1986)
- Amistad (1997)
- Mumien (1999)
- Van Helsing (2004)
- There Will Be Blood (2007)
- G.I. Joe: The Rise of Cobra (2009)